# خيثمة بن الحارث
خيثمة بن الحارث (المتوفي سنة 3 هـ) صحابي من الأنصار من بني غنم بن السلم من الأوس، أراد الخروج للغزو لما ندب النبي محمد المسلمين للخروج إلى غزوة بدر سنة 2 هـ، فقال لابنه سعد بن خيثمة: «آثرني بالخروج، وأقم مع نسائك». فأبى، وقال: «لو كان غير الجنة، آثرتك به». فاقترعا، فخرج سهم سعد فخرج، وقُتل يومها، ثم شارك خيثمة في غزوة أحد، وقُتل يومها، وكان الذي قتله هبيرة بن أبي وهب المخزومي.